# Ka'b ibn al-Ashraf
Ka'b ibn al-Ashraf (Arabă: كعب بن الاشرف) a fost, conform textelor islamice, un lider evreu și un poet originar din orașul Medina. Acesta a fost ucis din ordinul Profetului Mahomed după sfârșitul Bătăliei de la Badr.